# Mirebeau-sur-Bèze
Mirebeau-sur-Bèze är en kommun i departementet Côte-d'Or i regionen Bourgogne-Franche-Comté i östra Frankrike. Kommunen ligger i kantonen Mirebeau-sur-Bèze som tillhör arrondissementet Dijon. År 2022 hade Mirebeau-sur-Bèze 1 937 invånare.

## Befolkningsutveckling
Antalet invånare i kommunen Mirebeau-sur-Bèze
Referens:INSEE